# Емісар
Емісар (від лат. emissarius — посланець) — спеціальний представник держави, політичної організації або спецслужб, що направляється до іншої країни для виконання різних доручень (переважно секретних). Як правило, місія емісара не має офіційного характеру.
Нині поняття емісара також часто застосовують до третейських суддів. Якщо дві сторони розсварилися один з одним, але одна з них зацікавлена в якнайшвидшому врегулюванні спору, вона може доручити емісарові представляти її інтереси. Тоді саме він піклується про справи й веде переговори з іншою стороною.
При цій формі залагодження відносин не обов'язково, щоб обидві сторони зустрічалися. Всі переговори відбуваються через нейтрального емісара, що особливо важливо тоді, коли сторони з недовірою ставляться один до одного.